# Torneo Internazionale del Brasile di Formula 2 1972
La stagione 1972 del Torneo Internazionale del Brasile di Formula 2 (Torneio Internacional de Formula 2 do Brasil ) fu disputata su 3 gare, anche se ne erano state programmate quattro. La serie venne vinta dal pilota brasiliano Emerson Fittipaldi su Lotus-Ford.

## La pre-stagione

### Calendario
| Gara | Circuito                            | Giri  | Lunghezza          | Data        | Note                                                                    |
| ---- | ----------------------------------- | ----- | ------------------ | ----------- | ----------------------------------------------------------------------- |
| 1    | Circuito di Interlagos              | 14+14 | 28x7,960=222,88 km | 29 ottobre  | Gara su due manche da 14 giri ciascuna. Classifica per somma dei tempi. |
| 2    | Circuito di Interlagos              | 14+14 | 28x7,960=222,88 km | 5 novembre  | Gara su due manche da 14 giri ciascuna. Classifica per somma dei tempi. |
| 3    | Circuito di Interlagos              | 10+10 | 20x7,960=159,80 km | 12 novembre | Gara su due manche da 10 giri ciascuna. Classifica per somma dei tempi. |
| 4    | Circuito Oscar Cabalén, Alta Gracia |       |                    |             |                                                                         |

## Piloti e team
| Team                                | Telaio            | Nr. | Pilota                 | Gare  |
| ----------------------------------- | ----------------- | --- | ---------------------- | ----- |
| Team Lotus                          | Lotus 69-Ford     | 1   | Emerson Fittipaldi     | Tutte |
| Matchbox Team Surtees               | Surtees TS10-Ford | 2   | Mike Hailwood          | Tutte |
| Matchbox Team Surtees               | Surtees TS15-Ford | 3   | Carlos Pace            | Tutte |
| Matchbox Team Surtees               | Surtees TS10-Ford | 4   | Carlos Ruesch          | 1-2   |
| Ecurie Shell-Arnold                 | March 722-Ford    | 5   | Clay Regazzoni         | 1, 3  |
| Ecurie Shell-Arnold                 | March 722-Ford    | 5   | Chico Lameiro          | 2     |
| Ecurie Shell-Arnold                 | March 722-Ford    | 6   | José Dolhem            | Tutte |
| Team Bardahl                        | Brabham BT38-Ford | 7   | Wilson Fittipaldi      | Tutte |
| FINA-Team Surtees                   | Surtees TS10-Ford | 8   | Andrea De Adamich      | Tutte |
| Lian Duarte                         | Surtees TS10-Ford | 9   | Lian Duarte            | Tutte |
| LEC Refrigeration                   | March 722-Ford    | 10  | David Purley           | Tutte |
| Hesketh Racing                      | March 712-Ford    | 11  | James Hunt             | 1, 3  |
| Space Racing                        | March 722-Ford    | 12  | Brett Lunger           | Tutte |
| Motul Rondel Racing                 | Brabham BT38-Ford | 14  | Ronnie Peterson        | Tutte |
| Motul Rondel Racing                 | Brabham BT38-Ford | 15  | Tim Schenken           | Tutte |
| Motul Rondel Racing                 | Brabham BT38-Ford | 16  | Henri Pescarolo        | Tutte |
| Motul Rondel Racing                 | Brabham BT38-Ford | 17  | Bob Wollek             | Tutte |
| Motul Rondel Racing                 | Brabham BT38-Ford | 19  | Jean-Pierre Jaussaud   | 3     |
| Edward Reeves Racing                | Chevron B20-Ford  | 18  | Dave Morgan            | Tutte |
| ASCA                                | Brabham BT38-Ford | 19  | Jean-Pierre Jaussaud   | 1-2   |
| Luis Bueno                          | March 722-Ford    | 20  | Luis Bueno             |       |
| Équipe Brahma March Engineering     | March 722-Ford    | 21  | Pedro Viktor de Lamare | Tutte |
| Silvio Montenegro March Engineering | March 722-Ford    | 22  | Silvio Montenegro      | Tutte |

## Risultati e classifiche

### Risultati
| Gara | Circuito    | Tempo      | Velocità    | Pole position     | GPV          | Vincitore          | Vettura      |
| ---- | ----------- | ---------- | ----------- | ----------------- | ------------ | ------------------ | ------------ |
| 1    | Interlagos  | 1'15:43.54 | 176,6 km/h  | Wilson Fittipaldi | Tim Schenken | Emerson Fittipaldi | Lotus-Ford   |
| 2    | Interlagos  | 1'14.40.46 | 179,08 km/h |                   | Carlos Pace  | Carlos Pace        | Surtees-Ford |
| 3    | Interlagos  | 53:37.38   | 178,8 km/h  | Carlos Pace       | Carlos Pace  | Mike Hailwood      | Surtees-Ford |
| 4    | Alta Gracia |            |             | Cancellata        |              |                    |              |

### Classifica piloti
I punti sono assegnati secondo la regola presente:
| Sistema di punteggio | Sistema di punteggio | Sistema di punteggio | Sistema di punteggio | Sistema di punteggio | Sistema di punteggio | Sistema di punteggio |
| Pos.                 | 1°                   | 2°                   | 3°                   | 4°                   | 5°                   | 6°                   |
| -------------------- | -------------------- | -------------------- | -------------------- | -------------------- | -------------------- | -------------------- |
| Punti                | 9                    | 6                    | 4                    | 3                    | 2                    | 1                    |

| Pos  | Pilota                 | INT1 | INT2 | INT3 | Punti |
| ---- | ---------------------- | ---- | ---- | ---- | ----- |
| 1    | Emerson Fittipaldi     | 1    | 2    | Rit  | 15    |
| 2    | Mike Hailwood          | Rit  | 3    | 1    | 13    |
| 3    | Tim Schenken           | 2    | Rit  | 2    | 12    |
| 4    | Carlos Pace            | Rit  | 1    | 8    | 9     |
| 5    | Wilson Fittipaldi      | 3    | 4    | 6    | 8     |
| 6    | James Hunt             | 5    |      | 4    | 5     |
| 7    | Clay Regazzoni         | Rit  | NA   | 3    | 4     |
| 8    | Andrea De Adamich      | 4    | Rit  | Rit  | 3     |
| 9    | Bob Wollek             | Rit  | 5    | Rit  | 2     |
| 10   | Jean-Pierre Jaussaud   | Rit  | Rit  | 5    | 2     |
| 11   | David Purley           | 6    | Rit  | 7    | 1     |
| 11   | José Dolhem            | 7    | 6    | Rit  | 1     |
| 13   | Brett Lunger           | 8    | 7    | 9    | 0     |
| 14   | Pedro Viktor de Lamare | 9    | 8    | 10   | 0     |
| 15   | Chico Lameiro          |      | 9    |      | 0     |
| 16   | Lian Duarte            | 10   | Rit  | Rit  | 0     |
| 16   | Silvio Montenegro      | Rit  | 10   | Rit  | 0     |
|      | Ronnie Peterson        | Rit  | Rit  | Rit  | -     |
|      | Henri Pescarolo        | Rit  | Rit  | Rit  | -     |
|      | Dave Morgan            | Rit  | Rit  | NP   | -     |
|      | Carlos Ruesch          | Rit  | Rit  |      | 0     |
|      | Luis Bueno             | NA   | NA   | NA   | 0     |
| Pos. | Pilota                 | INT1 | INT2 | INT3 | Punti |

| Colore  | Risultati                                                         |
| ------- | ----------------------------------------------------------------- |
| Oro     | Vincitore                                                         |
| Argento | 2º posto                                                          |
| Bronzo  | 3º posto                                                          |
| Verde   | Finita, a punti                                                   |
| Blu     | Finita, senza punti Finita, non classificato (NC)                 |
| Viola   | Non finita (Rit)                                                  |
| Rosso   | Non qualificato (NQ) Non pre-qualificato (NPQ)                    |
| Nero    | Squalificato (SQ)                                                 |
| Bianco  | Non partito (NP)                                                  |
| Celeste | Disputa solo le prove (SP)                                        |
| Celeste | Iscritto alle prove libere - Terzo pilota (TP) - dal 2003 al 2006 |
| Vuoto   | Non prende parte alle prove (NPR)                                 |
| Vuoto   | Iscritto ma non presente, non arrivato (NA)                       |
| Vuoto   | Ritirato prima dell'evento (WD)                                   |
| Vuoto   | Infortunato (INF)                                                 |
| Vuoto   | Escluso (ES)                                                      |
| Vuoto   | Gara cancellata (C)                                               |